# Vlag van Péruwelz
De vlag van Péruwelz is op 29 november 1979 bij raadsbesluit vastgesteld als de vlag van de gemeente Péruwelz in de Belgische provincie Henegouwen. De vlag kan als volgt worden beschreven:
Rechthoekig, bestaande uit vier horizontale banen, verdeeld in vijf aangrenzende vlakken van wit en zwart en vijf verticale banen, verdeeld in vier aangrenzende vlakken van wit en zwart.
De vlag werd pas op 5 maart 1986 bevestigd door de Franse Gemeenschapsregering en gepubliceerd in het Belgisch Staatsblad op 4 februari 1989. De vlag is gebaseerd op het gemeentewapen, orthogonaal met de klok mee gedraaid. De gemeentevlag vertoont overeenkomsten met de finishvlag uit de auto- en motorsport.

Finishvlag